# Samuel Schmid
Samuel Jörg Schmid (Rüti bei Büren, 8 gennaio 1947) è un politico svizzero del Partito Borghese Democratico (PBD).
Dal 2000 al 2008 ha seduto in Consiglio federale con la carica di capo del Dipartimento federale della difesa, della protezione della popolazione e dello sport (DDPS) (carica precedentemente ricoperta dal suo compagno di partito nell'Unione Democratica di Centro Adolf Ogi). Nel 2005 coprì la carica di presidente della Confederazione secondo la regola della rotazione annuale della presidenza tra i sette Consiglieri federali.
Viene escluso dal gruppo parlamentare dell'Unione Democratica di Centro all'indomani della non rielezione di Christoph Blocher in Consiglio federale. Successivamente lascia il partito nel quale militava da decenni per accasarsi al PBD.
Il 12 novembre 2008 in conferenza stampa annuncia le sue dimissioni per il 31 dicembre 2008, per ragioni di salute.